# Sci nautico ai Giochi mondiali 2022 - Tricks maschile
La gara del tricks maschile di sci nautico ai Giochi mondiali 2022 si è svolta il 14 e il 15 luglio 2022 a Birmingham.

## Risultati

### Qualificazioni
| Rank | Atleta           | Nazione     | Risultato | Note |
| ---- | ---------------- | ----------- | --------- | ---- |
| 1    | Danylo Filchenko | Ucraina     | 11140     | Q    |
| 2    | Adam Pickos      | Stati Uniti | 11040     | Q    |
| 3    | Martin Labra     | Cile        | 10450     | Q    |
| 4    | Martin Kolman    | Rep. Ceca   | 10330     | Q    |
| 5    | Olivier Fortamps | Belgio      | 9810      | Q    |
| 6    | Pierre Ballon    | Francia     | 9750      | Q    |
| 7    | Josh Briant      | Australia   | 9480      |      |
| 8    | Tobías Giorgis   | Argentina   | 7970      |      |
| 9    | Tue Nielsen      | Danimarca   | 7740      |      |
| 10   | Patricio Font    | Messico     | 6720      |      |
| 11   | Nicholas Benatti | Italia      | 6700      |      |

### Finale
| Rank | Atleta           | Nazione     | Risultato |
| ---- | ---------------- | ----------- | --------- |
| 1    | Adam Pickos      | Stati Uniti | 11290     |
| 2    | Danylo Filchenko | Ucraina     | 11140     |
| 3    | Pierre Ballon    | Francia     | 10760     |
| 4    | Martin Kolman    | Rep. Ceca   | 10230     |
| 5    | Olivier Fortamps | Belgio      | 9410      |
| 6    | Martin Labra     | Cile        | 7230      |